# Kongōshō-ji

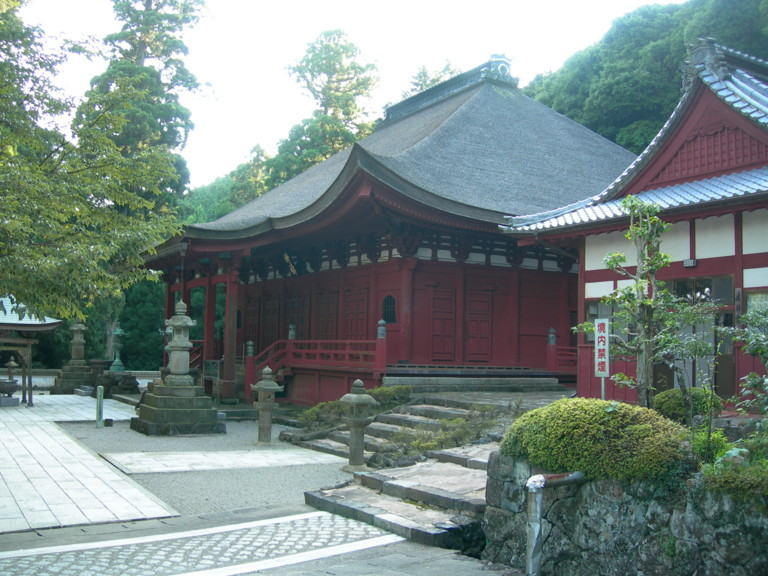
Hon-dō du Kongōshō-ji (1609), bien culturel important du japon

Le Kongōshō-ji (金剛證寺) est un temple de l'école Rinzai du Bouddhisme Zen situé sur le mont Asama à Ise, préfecture de Mie au Japon. Fondé en 825 par Kōbō Daishi, il est censé protéger Ise-jingū du Nord-Est,.

## Bâtiments
Le hon-dō de 6 x 7 baies avec toit en croupe couvert d'écorce de cyprès du Japon, est classé bien culturel important,.

## Trésors
- Portrait de Kuki Yoshitaka (1607) (bien culturel important)[5],[6].
- Statue d'Uhōdōji, époque de Heian, (bien culturel important)[7],[8].
- Statue de Jizō Bosatsu[9], époque de Kamakura, (bien culturel important)[10],[11].
- Tachi, époque de Heian  (bien culturel important)[12],[13].
- Miroir en bronze avec phénix jumeaux, époque de Heian, (bien culturel important)[14],[15].
- Artefacts de la butte sutra Kyōgamine (1159–1173) (Trésor national du Japon)[16]. L'ensemble comprend des conteneurs en bronze de sutra, des miroirs avec Amida et la triade Amida et des céramiques[17],[18]. La zone des monuments funéraires où ces articles ont été trouvés a été désigné « site historique »[19],[20].